# Elliott Forbes-Robinson
Elliott Forbes-Robinson (ur. 31 października 1943 roku w La Crescenta) – amerykański kierowca wyścigowy.

## Kariera
Forbes-Robinson rozpoczął karierę w międzynarodowych wyścigach samochodowych w 1971 roku od startów w wyścigu Amerykańskiej Formule Super Vee, gdzie odniósł jedno zwycięstwo. W późniejszych latach Amerykanin pojawiał się także w stawce SCCA National Championship Runoffs Class E Production, Trans-Am, Watkins Glen 6 Hours, Mexico 1000 kilometers, Canadian-American Challenge Cup, SCCA/USAC F5000 Championship, Grand Prix de Trois-Rivieres, SCCA Citicorp Can-Am Challenge, CASC Player's Challenge Series, Formuły Atlantic Labatts, Grand Prix Makau, World Challenge for Endurance Drivers, IMSA Camel GT Challenge, Formuły Atlantic IMSA, CASC Player's Challenge Series, USAC Mini-Indy Series, Lumbermens 500 North American Sports Car Championship, World Sportscar Championship, World Challenge for Endurance Drivers, IMSA Camel GTO, NASCAR Winston Cup, ARCA Series, IMSA GTU Championship, IMSA Camel Lights, IMSA Camel GTP Championship, 24-godzinnego wyścigu Le Mans, SCCA Escort World Challenge, IMSA World Sports Car Championship, International Sports Racing Series, Grand American Rolex Series, American Le Mans Series oraz Formula 5000 USA Revival Series.